# Hilton (Südafrika)
Hilton ist eine Stadt in der südafrikanischen Provinz KwaZulu-Natal. Sie liegt im Distrikt uMgungundlovu in der Gemeinde uMngeni.  

## Geographie
2011 hatte Hilton 9340 Einwohner.
Die Stadt liegt in den KwaZulu-Natal Midlands weit oberhalb der zwölf Kilometer südöstlich gelegenen Stadt Pietermaritzburg. Nordwestlich liegt die Stadt Howick.

## Geschichte
Eine Farm im heutigen Stadtgebiet wurde 1860 durch die Farmersfrau Jane Henderson Hilton benannt, die sich an den Ort Hilton im englischen Staffordshire erinnert fühlte. Die Farm lag neben der Farm Groenekloof eines Buren, die schon früh ein Anlaufpunkt für Voortrekker war. 1872 eröffnete Reverend William Orde Newnham rund acht Kilometer nördlich der Stadt das Internat Hilton College, das bis heute zu den landesweit führenden Privatschulen gehört und nur von Jungen besucht wird. Die Schulgebühren gelten als die höchsten in Südafrika. Seit 1903 ist das St. Anne’s Diocesan College, eine anglikanische Internatsschule für Mädchen, in Hilton ansässig.

## Wirtschaft und Verkehr
Hilton liegt an der National Route 3, die östlich am Ort vorbeiführt und Durban mit dem Raum Johannesburg verbindet, und der annähernd parallel verlaufenden R103, die durch Hilton führt. Die Stadt lag von 1884 bis 1916 an der Natal Main Line, die heute durch den Cedara-Tunnel führt.

## Sehenswürdigkeiten
Am ehemaligen Bahnhof befindet sich das Natal Railway Museum.